# Daucus junceus
Daucus junceus är en växtart i släktet Daucus och familjen flockblommiga växter.
Arten är en perenn ört som förekommer på Iberiska halvön. Den beskrevs först av Heinrich Moritz Willkomm som Durieua juncea 1851, och fick sitt nu gällande namn av Fernando Martínez-Flores och Manuel Benito Crespo 2019.